# Fernand Alamichel
Fernand Marcel René Alamichel (1897-1967) est un officier de l’armée française de la Première Guerre mondiale. Militaire d'active également durant la Seconde Guerre mondiale, il entre en résistance via le réseau de renseignement Alliance. Il est arrêté par les services de renseignement allemands. À la Libération, il est accusé d'avoir été un agent double, puis bénéficie d'un non-lieu en 1949.

## Biographie

### Seconde Guerre mondiale

#### Engagement dans la Résistance
Par le commandant Léon Faye, un ami qui en est le chef d'état-major, le commandant Alamichel rejoint le réseau de renseignement Alliance au début de l'année 1942 sous le pseudonyme de « Panthère ». La chef du réseau, Marie-Madeleine Fourcade, lui confie le secteur de Paris, dont le précédent chef a été démis en octobre de l'année précédente. Il prend comme couverture un travail de journalisme au Rassemblement national populaire de Marcel Déat, celui-ci lui fournissant de plus un ausweis.
Selon les mémoires de Fourcade, son action à la tête de Paris n'est pas satisfaisante. Alamichel prône une allégeance plus franche envers Charles de Gaulle (le réseau étant alors sous l'autorité de l'Intelligence Service), souhaitant en devenir l'un des chefs.
L'arrestation de Jean Rousseau, chargé du secteur de Lille et recruté par Alamichel, met en danger le secteur de Paris (dont Rousseau connaît plusieurs membres). Fourcade demande alors à Alamichel de quitter Paris, et lui propose de prendre en main la région Est, plus difficile, moins exposée ; il est remplacé à Paris par Maurice de Mac Mahon. Alamichel désobéit et reprend son indépendance à l'égard du réseau. Il conserve près de lui certains de ses membres, une forme de sécession,.

#### Arrestation et suites
Arrêté par l'Abwehr de Lille le 10 novembre 1942, avec une bonne partie de ses connaissances, il est retourné et travaille désormais, à partir du 21 janvier 1943 et sous le pseudonyme de Titus, pour l'Abwehr. Fin 1942, une série d'arrestations dans d'autres secteurs du réseau est attribuée par Fourcade au retournement de son ancien subordonné : celui-ci, via une officine lisboète de l'Abwehr, écrit à de Gaulle pour lui réclamer des fonds afin de créer un nouveau réseau. Les arrestations continuent début 1943 dans la région parisienne, renforçant l'idée qu'Alamichel a trahi (comme lors de l'interrogatoire de Robert Bernadac).
Ce dernier passe en Algérie entre avril et juillet,, expliquant que les Allemands l'ont relâché pour qu'il propose une alliance antihitlérienne et anticommuniste aux Alliés. Fourcade envoie à Alger un représentant pour mettre en doute ce récit. Alamichel est soumis à une commission d'enquête (menée par le général Cochet) qui juge impossible d'établir la preuve de la trahison. Elle renvoie l'examen approfondi des faits à la Libération, afin de permettre aux témoins directs de donner leurs versions.
Durant les années qui suivent, Alamichel est promu général de brigade aérienne et entre au ministère de l'Air.

### Après guerre
Alamichel, à la retraite après la guerre, est mis en cause en 1946 au procès de Jean-Paul Lien, collaborateur ayant organisé l'arrestation de Léon Faye en septembre 1943. En 1947, Fourcade demande l'inculpation d'Alamichel pour intelligence avec l'ennemi. Arrêté, il est jugé à partir de l'année suivante par les autorités militaires. La même année, un autre ancien membre du réseau, Maurice Grapin, est jugé pour des faits similaires par une juridiction civile ; durant son procès, si certains membres accusent Grapin de les avoir fait arrêter, Fourcade semble convaincue de la culpabilité d'Alamichel dans la responsabilité directe des dénonciations.
Alamichel témoigne en juillet au procès de Grapin, et accuse Fourcade d'avoir collaboré (horizontalement) avec l'Abwehr, sans apporter aucune justification à ses propos. Fourcade s'appuie sur les preuves matérielles rassemblées par les renseignements britanniques, qui lui ont été transmises ; la confrontation fait grand bruit. Finalement, Alamichel bénéficie d'un non-lieu et n'est plus inquiété.

## Distinctions
- Chevalier de la Légion d'honneur le 4 mai 1921 ;
- Officier de la Légion d'honneur le 25 décembre 1933 ;
- Croix de guerre 1914–1918, étoile de vermeil ;
- Croix de guerre T.O.E. : 2 palmes ;
- Chevalier du Nichan Iftikhar
- Ordre du Dragon d'Annam ;
- Ordre du Ouissam Alaouite ;
- Ordre de Léopold.